# Liste des diffuseurs du Championnat d'Europe de football 2012
Cet article présente la liste des diffuseurs officiels du Championnat d'Europe de football 2012, compétition organisée en Pologne et en Ukraine du 8 juin au 1er juillet 2012. La vente des droits télévisuels a été confiée par l'UEFA à l'Union européenne de radio-télévision et Sportfive, respectivement pour l'Europe et l'Asie-Pacifique.
Dans toute l'Europe, Eurosport détient les droits de diffusion en différé des trente-et-un matches de l'Euro.

## Télévision

### En Europe
Le 23 septembre 2009, un accord est conclu entre l'UEFA et l'Union européenne de radio-télévision concernant les droits de diffusion de l'Euro 2012 dans trente-six nations membres de l'association européenne de football. Parmi ces trente-six pays, vingt-neuf voient l'UER statuer directement sur leurs droits télévisuels, les sept autres travaillant en coopération avec l'organisme européen. Pour les vingt-neuf nations, un minimum de vingt-sept matches (sur trente-et-un) sera diffusé en direct sur des chaînes en clair, ainsi que des magazines dédiés et des programmes de résumés.
| Pays               | Diffuseur                               | Référence        |
| ------------------ | --------------------------------------- | ---------------- |
| Albanie            | RTSH                                    | [ 2 ]            |
| Allemagne          | - ARD - ZDF                             | [ 3 ]            |
| Arménie            | Arménie 1                               | [ 2 ]            |
| Autriche           | ORF                                     | [ 2 ]            |
| Azerbaïdjan        | AzTV                                    | [ 4 ]            |
| Belgique           | - RTBF - VRT                            | ,                |
| Biélorussie        | BTRC                                    | [ 2 ]            |
| Bosnie-Herzégovine | BHRT                                    | [ 2 ]            |
| Bulgarie           | BNT                                     | [ 2 ]            |
| Chypre             | RIK                                     | [ 2 ]            |
| Croatie            | HRT                                     | [ 2 ]            |
| Danemark           | - DR - TV 2 - TV4 Group                 | ,                |
| Espagne            | Mediaset España                         | [ 8 ]            |
| Estonie            | ERR                                     | [ 2 ]            |
| Finlande           | - Yle - MTV3                            | [ 2 ]            |
| France             | - TF1 - M6 - beIN Sport                 | - TVI/TVI Sports |
| Géorgie            | GPB                                     | [ 2 ]            |
| Grèce              | EPT                                     | [ 10 ]           |
| Hongrie            | MTV                                     | [ 11 ]           |
| Irlande            | RTÉ                                     | [ 12 ]           |
| Islande            | RÚV                                     | [ 2 ]            |
| Israël             | Charlton Ltd.                           | [ 13 ]           |
| Italie             | RAI                                     | [ 14 ]           |
| Kazakhstan         | - Kazakhstan TV - Perviy Kanal Evraziya | [ 4 ]            |
| Lettonie           | LTV                                     | [ 2 ]            |
| Lituanie           | LRT                                     | [ 2 ]            |
| Macédoine          | MRT                                     | [ 2 ]            |
| Malte              | PBS                                     | [ 15 ]           |
| Moldavie           | TRM                                     | [ 2 ]            |
| Monténégro         | RTCG                                    | [ 2 ]            |
| Norvège            | - NRK - TV2 - TV4 Group                 | ,                |
| Pays-Bas           | NOS                                     | [ 17 ]           |
| Pologne            | TVP                                     | [ 18 ]           |
| Portugal           | - RTP - SIC - TVI - SportTV             | ,                |
| République tchèque | ČT                                      | [ 21 ]           |
| Roumanie           | - TVR - Dolce Sport                     | ,                |
| Royaume-Uni        | - BBC - ITV (STV, UTV)                  | ,                |
| Russie             | - Perviy Kanal - VGTRK                  | [ 2 ]            |
| Serbie             | RTS                                     | [ 2 ]            |
| Slovaquie          | RTVS                                    | [ 26 ]           |
| Slovénie           | RTVSLO                                  | [ 2 ]            |
| Suède              | - SVT - TV4 - Canal Digital             | [ 27 ]           |
| Suisse             | SRG SSR                                 | [ 2 ]            |
| Turquie            | TRT                                     | [ 2 ]            |
| Ukraine            | - NTKU - Ukrayina                       | [ 28 ]           |

## Radio
| Pays               | Diffuseur(s)                                                                     | Référence |
| ------------------ | -------------------------------------------------------------------------------- | --------- |
| Allemagne          | ARD - RTL                                                                        | ,         |
| Azerbaïdjan        | CJSC                                                                             | [ 4 ]     |
| Bulgarie           | BNR                                                                              | [ 2 ]     |
| Danemark           | DR                                                                               | [ 7 ]     |
| Espagne            | RNE • SER • COPE • Simply Sport • Onda Cero • Radio Marca • ABC Punto Radio (es) | [ 2 ]     |
| France             | Radio France • RMC • Europe 1 • RTL • RFI                                        | [ 2 ]     |
| Hongrie            | MR                                                                               | [ 2 ]     |
| Irlande            | RTÉ                                                                              | [ 12 ]    |
| Israël             | IBA                                                                              | [ 2 ]     |
| Kazakhstan         | JSC                                                                              | [ 4 ]     |
| Lettonie           | LR                                                                               | [ 2 ]     |
| Norvège            | NRK                                                                              | [ 2 ]     |
| Pologne            | Polskie Radio                                                                    | [ 2 ]     |
| Portugal           | RTP • TSF • Radio Renascença                                                     | ,         |
| République tchèque | ČRo                                                                              | [ 2 ]     |
| Roumanie           | ROR                                                                              | [ 2 ]     |
| Royaume-Uni        | Absolute Radio • BBC • Talksport                                                 | ,         |
| Slovaquie          | RTVS                                                                             | [ 2 ]     |
| Suède              | SR                                                                               | [ 2 ]     |
| Ukraine            | NRU                                                                              | [ 2 ]     |
| États-Unis         | ESPN                                                                             | [ 69 ]    |